# Вест Гошен (Калифорнија)
Вест Гошен (енгл. West Goshen) насељено је место без административног статуса у америчкој савезној држави Калифорнија.

## Демографија
По попису из 2010. године број становника је 511.
| Група             | 2000.    | 2010.       |
| Белци             | 0 (0,0%) | 137 (26,8%) |
| Афроамериканци    | 0 (0,0%) | 2 (0,4%)    |
| Азијати           | 0 (0,0%) | 7 (1,4%)    |
| Хиспаноамериканци | 0 (0,0%) | 358 (70,1%) |
| Укупно            | 0        | 511         |